# Sewalkhas
Sewalkhas es un pueblo y nagar Panchayat situado en el distrito de Meerut en el estado de Uttar Pradesh (India). Su población es de 24882 habitantes (2011). 

## Demografía
Según el censo de 2011 la población de Sewalkhas era de 24882 habitantes, de los cuales 13073 eran hombres y 11809 eran mujeres. Sewalkhas tiene una tasa media de alfabetización del 56,74%, inferior a la media estatal del 67,68%: la alfabetización masculina es del 66,52%, y la alfabetización femenina del 45,94%.